# Murphy's Law (musikgrupp)
Murphy's Law är en amerikansk hardcore-grupp från New York, bildad 1982. Bandet anses allmänt vara ett av de allra första hardcore-banden och frontmannen Jimmy Gestapo (Jimmy Drescher) är en legend inom scenen. Murpy's Law har varit aktivt sedan början av 1980-talet och gett ut fem studioalbum. 
Murphy's Law har beskrivits som ett av de mer musikaliskt bevandrade banden inom hardcore-scenen - de blandar gärna gammaldags punk, ska och till och med blues i sin musik och uppsättningen har gästats av flera erkända musiker som inte vanligtvis förknippas med hardcore. Trots det har alltid den traditionella hardcore-tematiken (våld, droger, festande, antiauktoritarism) funnits närvarande både i sångtexterna och medlemmarnas livsstil, vilken kan vara en av orsakerna till att gruppen haft en uppsjö av personer i den konstant fluktuerande uppställningen. 

## Aktiva och före detta medlemmar
- Jimmy Gestapo - sång
- Sami Yaffa - bas
- Sal Villaneuva - bas
- Pete Martinez - bas
- Chuck Valle - bas
- Brian Ellingham - bas
- Tommy Kennedy - bas
- Eddie Cohen - bas
- Dean Rispler - bas
- J.R. - bas
- Todd Youth - gitarr
- Sean Kilkenny - gitarr
- Dan Nastasi - gitarr
- Richard Bacchus - gitarr
- Alex Morris - gitarr
- Larry Nieroda - gitarr
- Chris Kerrigan - gitarr
- Jack Flanagan - gitarr
- Erick Hartz - gitarr
- Ace Von Johnson - gitarr
- Jason Burton - gitarr
- Eric Arce - trummor
- Harley Flanagan - trummor
- Michael McDermott - trummor
- Petey Heinz - trummor
- J. Colangelo - trummor
- Donny Didjits - trummor
- Nick Angeleri - trummor
- Doug Beans - trummor
- John Sullivan - trummor
- Seaton Hancock III - saxofon
- Ben Jaffe - saxofon
- Joseph Bowie - trombon
- King Django - trombon
- Danny Dulin - trumpet
- John Mulkerin - trumpet
- Johnny Banks - trumpet

## Diskografi
- 1986 – Murphy's Law
- 1989 – Back With a Bong
- 1991 – The Best of Times
- 1996 – Dedicated
- 2001 – The Party's Over